# 마거릿 와이즈 브라운

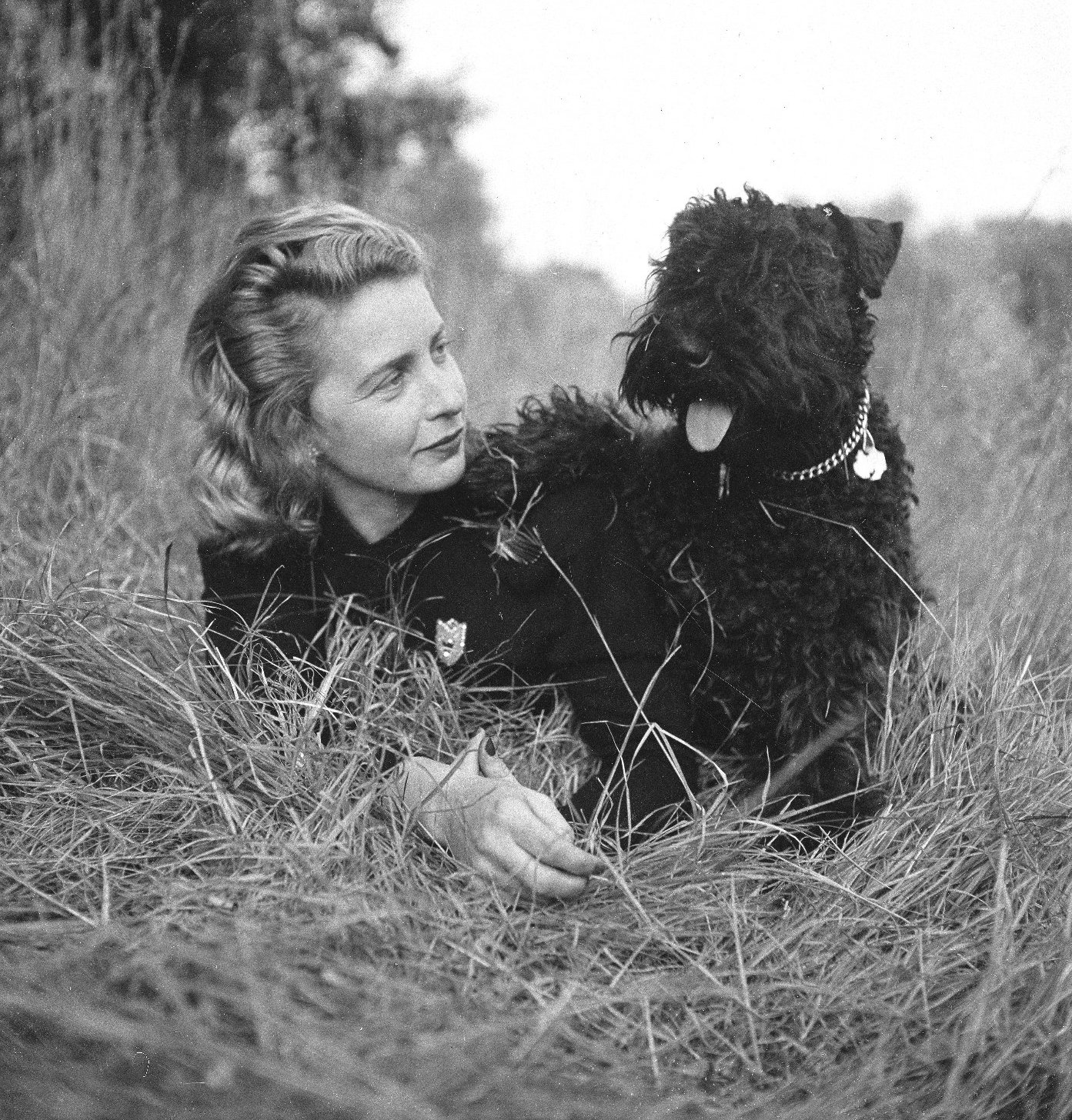
마거릿 와이즈 브라운의 모습 (브루클린 미술관)

마거릿 와이즈 브라운(Margaret Wise Brown, 1910년 5월 23일 – 1952년 11월 13일)은 클레멘트 허드(Clement Hurd)가 그림을 그린 굿나잇 문(Goodnight Moon)과 더 런어웨이 버니(The Runaway Bunny)를 포함한 미국 아동 도서 작가였다. 그녀의 업적으로 인해 "보육원의 수상자"로 불렸다.